# Ischnochiton (Ischnochiton) tomhalei
Ischnochiton (Ischnochiton) tomhalei is een keverslakkensoort uit de familie van de Ischnochitonidae. De wetenschappelijke naam van de soort is voor het eerst geldig gepubliceerd in 2000 door Clark.